# London Transport Museum
Het London Transport Museum (LTM) bevindt zich in een voormalige remise aan de rand van de Londense wijk Covent Garden. Het herbergt zeldzame (paarden)trams, bussen, en de oudste metro's ter wereld, inclusief locomotief 23 van de Metropolitan Railway, en een koprijtuig van de 1938 Stock (metro).
Het museum was wegens renovatiewerkzaamheden gesloten tot eind 2007. Het museumdepot in Acton opent af en toe wel zijn deuren voor belangstellenden. Het museum is bereikbaar via de Piccadilly Line van de Londense metro en ongeveer drie minuten lopen van station Covent Garden.
Het museum wordt geëxploiteerd door Transport for London.

## Collectie

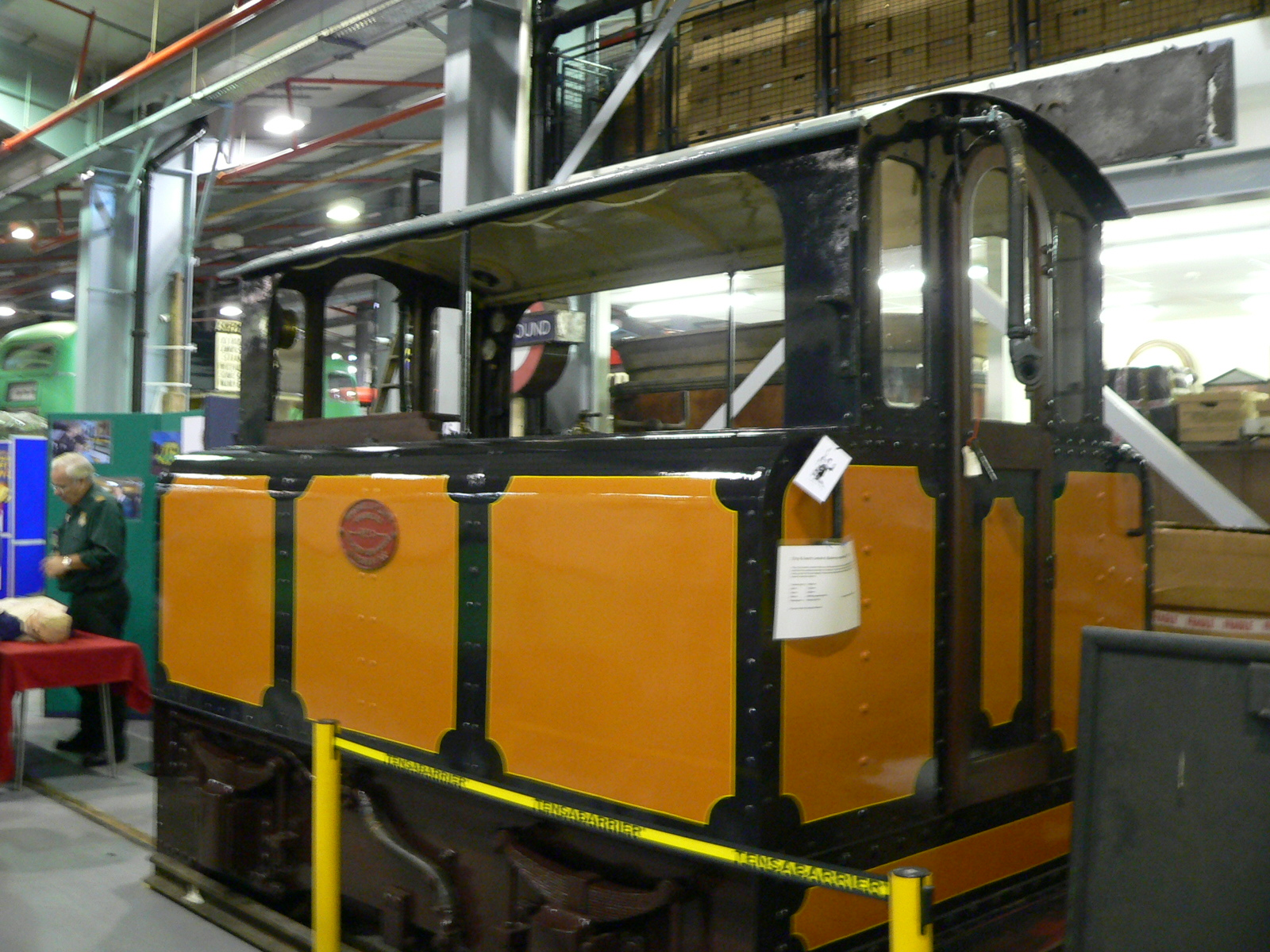
City & South London Railway locomotief nummer 13

De eerste objecten die samen de collectie zouden gaan vormen werden in het begin van de 20e eeuw bij elkaar gebracht door de London General Omnibus Company (LGOC). Het bedrijf begon bussen die uit dienst waren gehaald te bewaren. Nadat de LGOC door de London Electric Railway (LER) werd overgenomen werden er ook treinen in de collectie opgenomen. Ook nadat de LER in de jaren 30 onderdeel werd van de London Passenger Transport Board, en verschillende opvolgers, bleef de collectie groeien
De collectie bestaat heden uit bussen, trams, trolleybussen en verschillende soorten spoorwegvoertuigen uit de 19e en 20e eeuw. Daarnaast omvat de collectie ook objecten en vitrines waarin getoond wordt hoe het openbaar vervoer en het transportnetwerk zich in Londen heeft ontwikkeld.
Grotere tentoonstellingen worden in het depot in Acton gehouden. Daar staat ook een vierdelig  1938 Stock metrotreinstel. Ook oudere metro- en treinlocomotieven staan daar opgesteld.

## Galerij

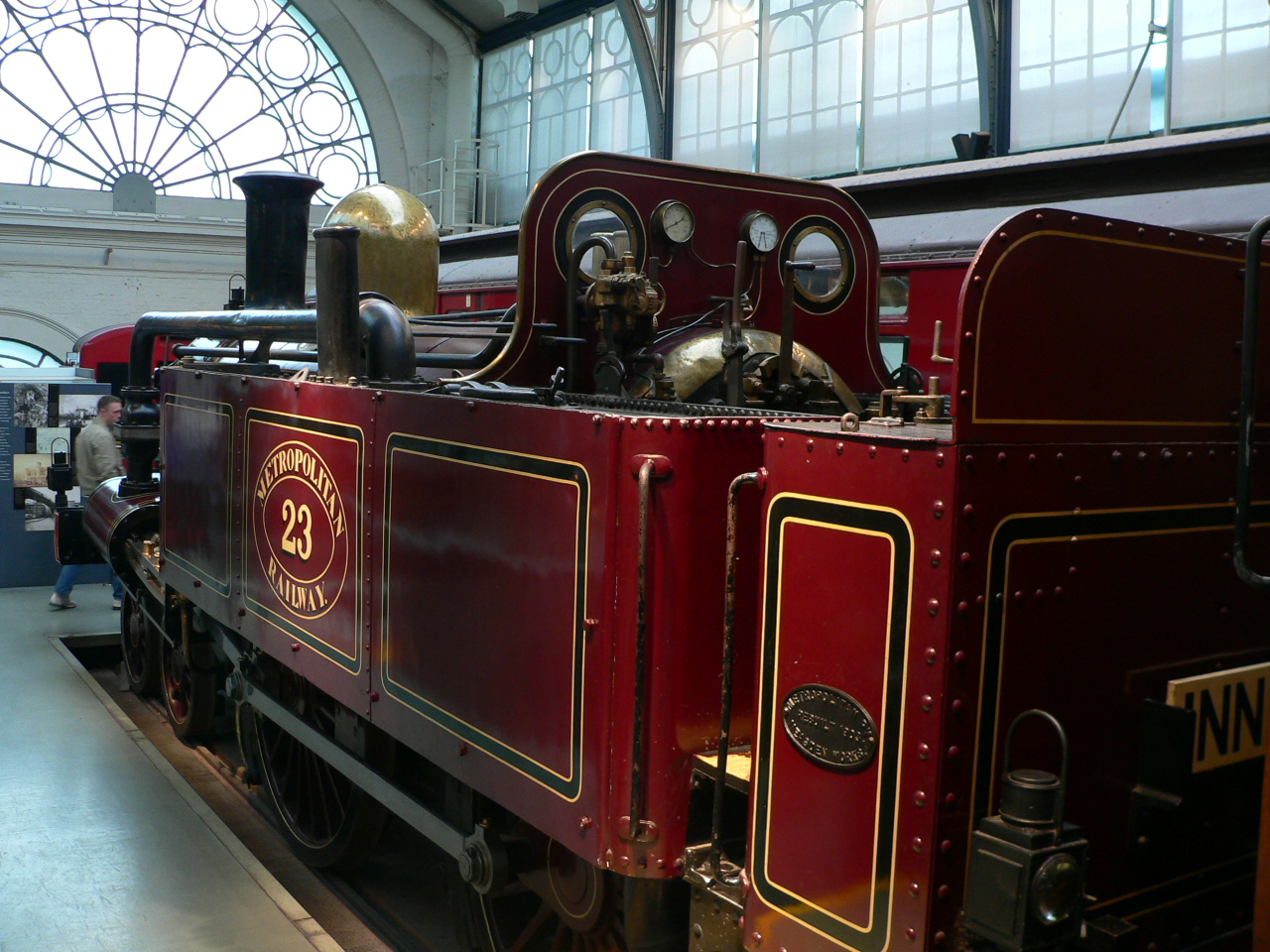
Metropolitan Railway stoomlocomotief nummer 23, een van de twee resterende locomotieven van 's werelds eerste ondergrondse spoorwegen
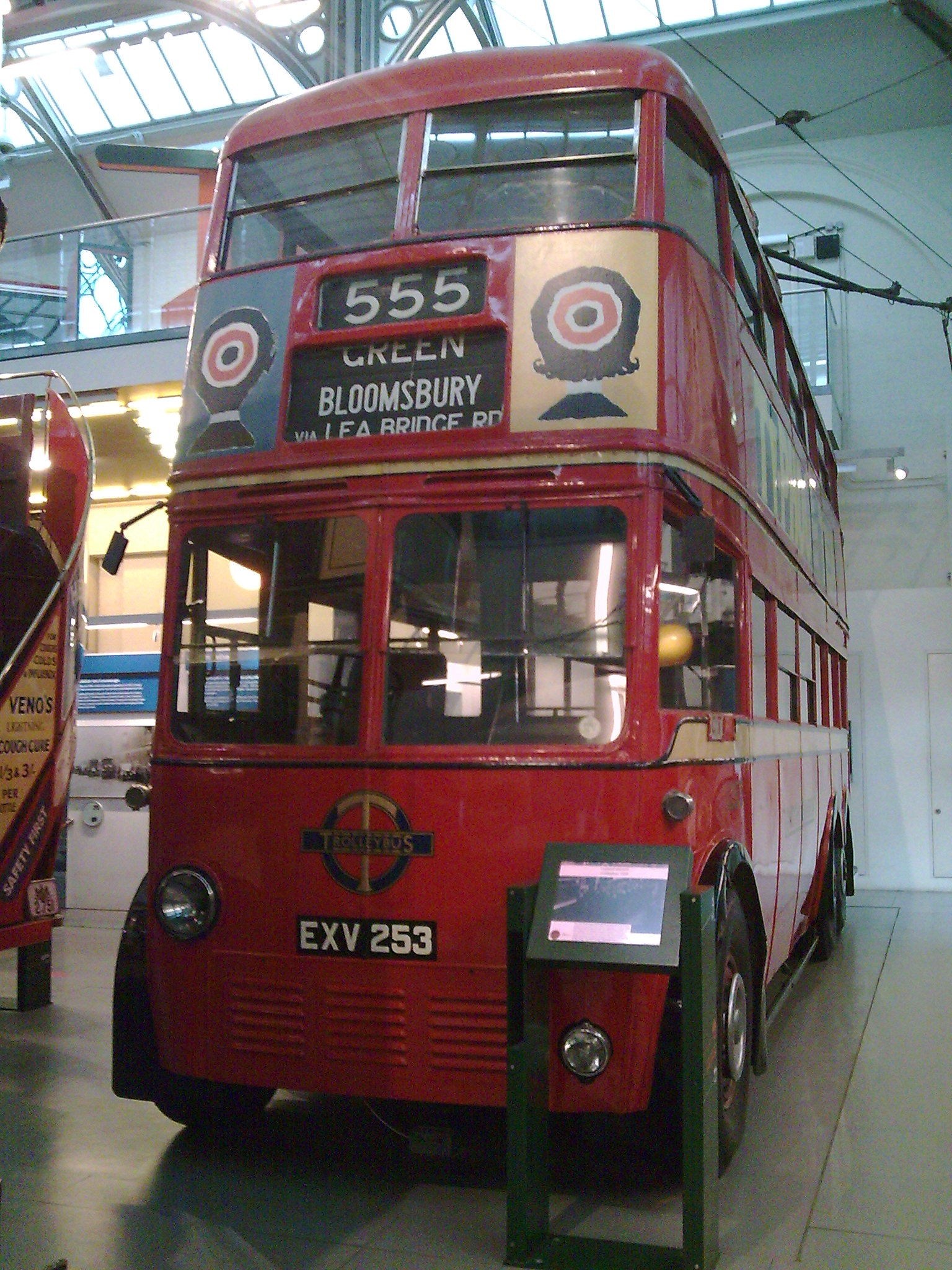
Dubbeldekker trolleybus
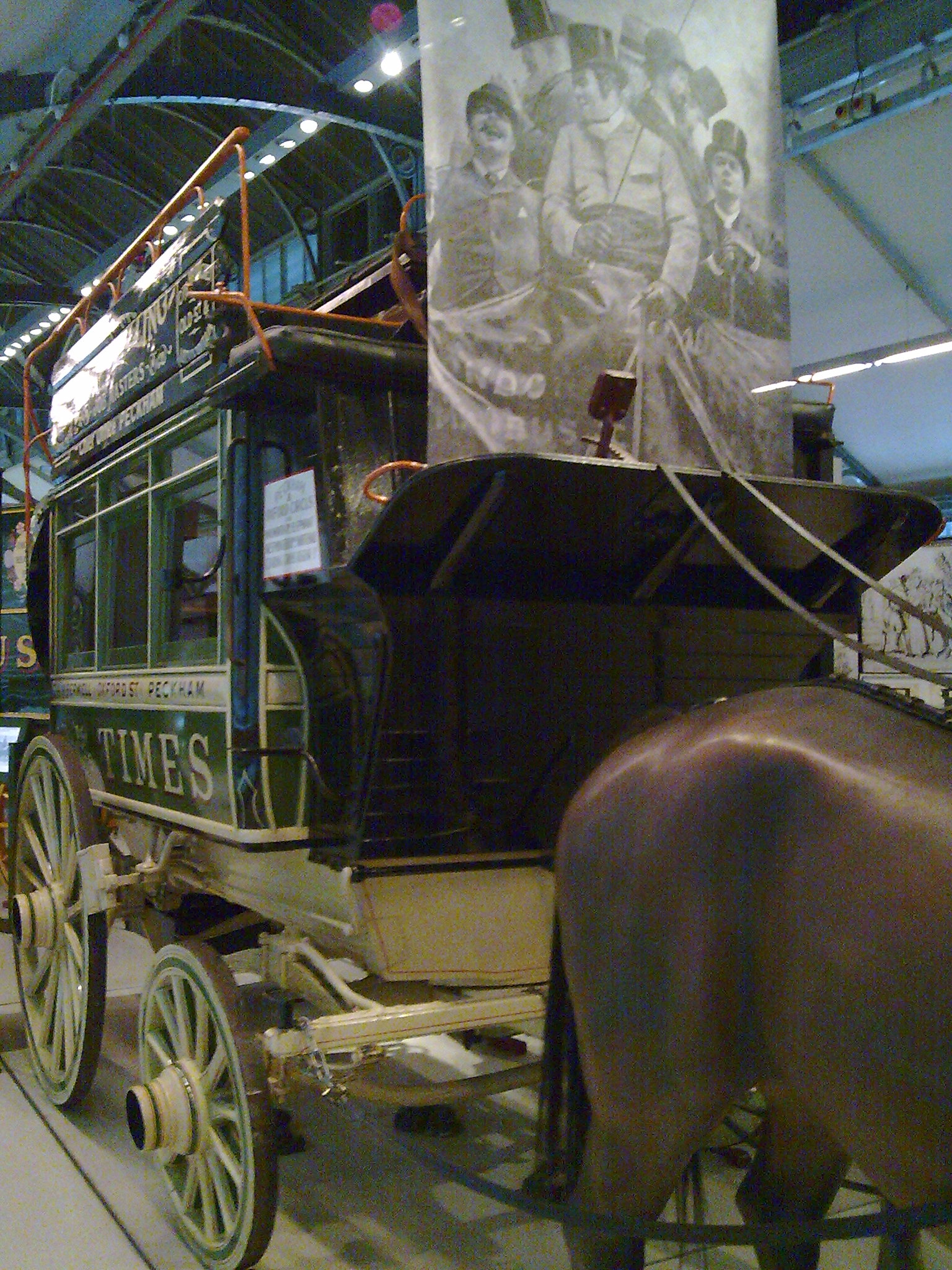
Dubbeldekker koets (omnibus)
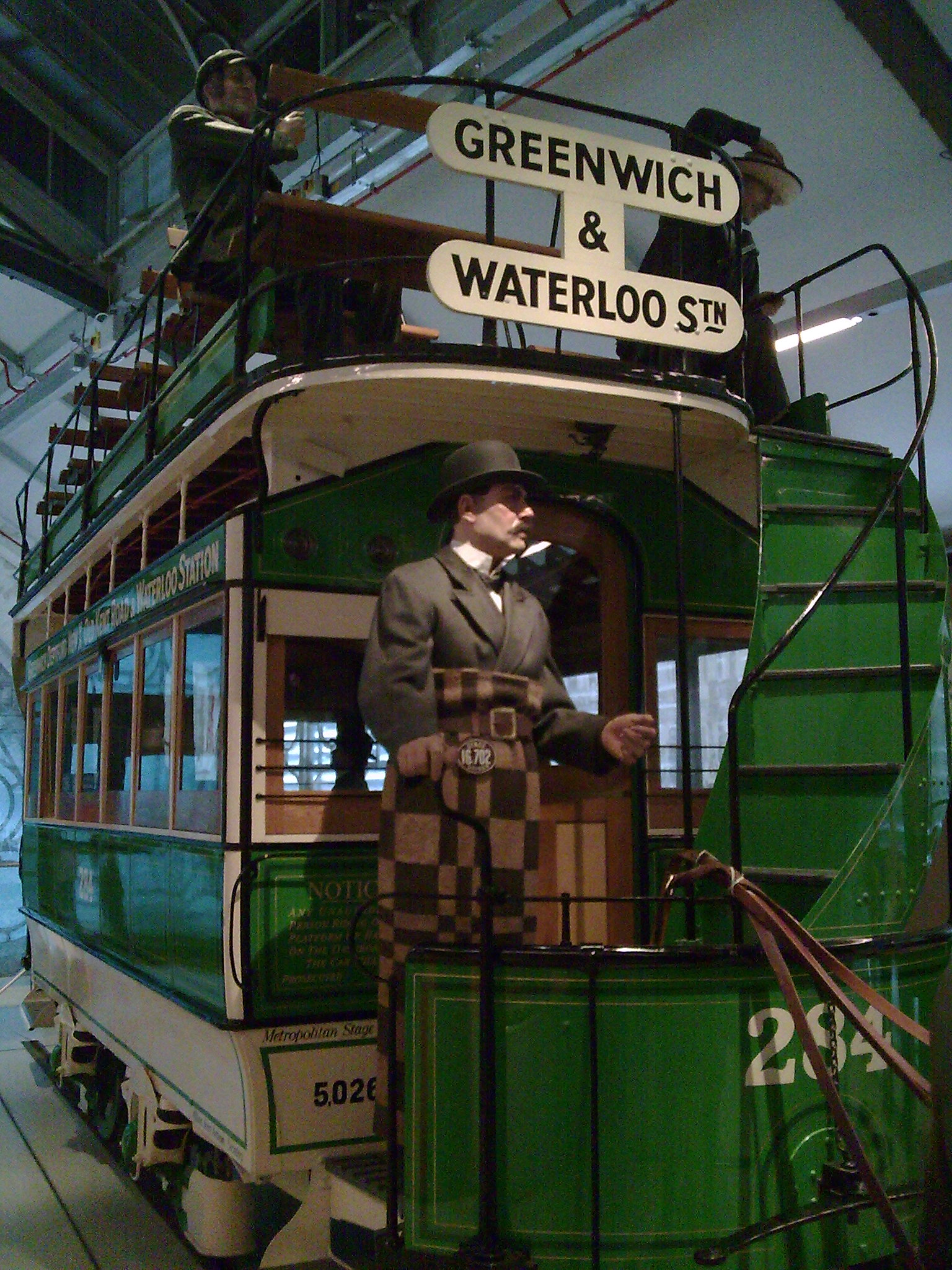
Dubbeldekker paardentram
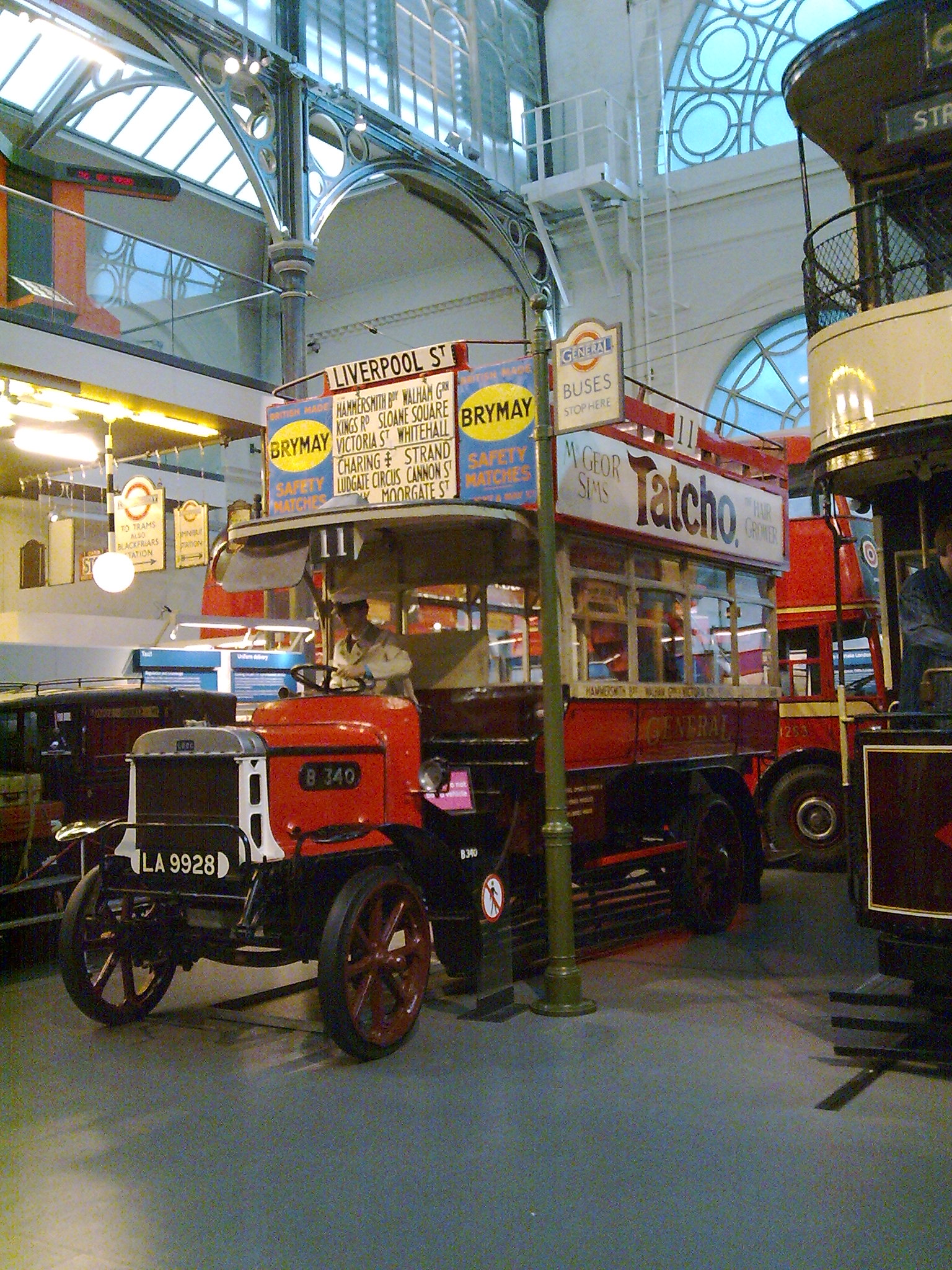
Oude dubbeldeks London General Omnibus